# Gottlieb Schmidt
Gottlieb Schmidt (* 23. Juni 1882 in Rudelstetten, heute Alerheim; † 7. April 1960 ebenda) war ein deutscher Politiker und Mitglied des ersten Bayerischen Landtags nach dem Zweiten Weltkrieg.

## Leben
Schmidt erlernte bei seinem Vater den Beruf des Schmieds und betätigte sich nebenher in der Landwirtschaft. 1910 übernahm er das Anwesen seiner Eltern und damit auch deren Landwirtschaft. Im Ersten Weltkrieg wurde er als Fahnenschmied eingesetzt. 1926 gab er das Handwerk auf und widmete sich voll und ganz seiner Landwirtschaft. Vor 1933 engagierte er sich zudem im Bayerischen Bauernbund, später stand er auf der „schwarzen Liste“ der Nationalsozialisten.

## Politik
Im September 1945 gründete Gottlieb Schmidt mit seinem Bruder, dem späteren Bundestagsabgeordneten Wilhelm Schmidt, die Demokratische Christliche Deutsche Partei, welche zwei Monate später in Demokratisches Deutsches Volk umbenannt und von der Militärregierung auf Ebene des Landkreises Nördlingen lizenziert wurde. Auf Landesebene kooperierte diese Partei mit der WAV, über deren Liste er 1946 zunächst in die Verfassunggebende Landesversammlung und danach in den Bayerischen Landtag gewählt wurde. Im März 1949 jedoch erklärte er seinen Austritt aus der WAV und gründete mit gleichgesinnten Abgeordneten sowie einigen ehemaligen CSU-Parlamentariern die Freie Parlamentarische Vereinigung. Im November 1949 verließ er diese Fraktion kurzzeitig, im Dezember endgültig. Anfang 1950 schloss er sich schließlich der Freien Fraktionsgemeinschaft an. Nach der Wahl 1950 schied er aus dem Landtag aus.
1946 wurde Gottlieb Schmidt zum Bürgermeister von Rudelstetten ernannt.